# Ouest Side
Ouest Side è il terzo album in studio del rapper francese Booba, pubblicato nel 2006.

## Tracce
1. Mauvais garçon – 1:27
2. Garde la pêche – 2:51
3. Le Duc de Boulogne – 3:38
4. Boîte vocale – 3:29
5. Boulbi – 4:03
6. Ouest Side – 3:40
7. 92lzi (feat. Malekal Morte) – 3:40
8. Ouais ouais (feat. Mac Tyer) – 4:34
9. Pitbull – 3:49
10. Je me souviens (feat. Kennedy) – 3:30
11. Le météore – 3:44
12. Au bout des rêves (feat. Trade Union & Mister Rudy) – 3:34
13. Gun in Hand (feat. Akon) – 4:24
14. Au fond de la classe (feat. Intouchable) – 3:55
15. Couleur ébène – 3:40
16. Outro – 2:54